# NGC 1927
NGC 1927 je jedan do danas nepotvrđen objekt u zviježđu Orionu. Sva promatranja poslije nisu na tom položaju uočila nikoji objekt.

## Vanjske poveznice
- SEDS: NGC 1927